# Jacques Égide Duhan de Jandun

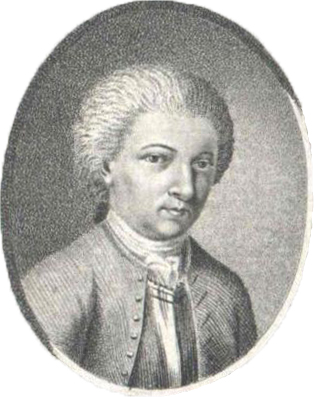
Jacques Égide Duhan de Jandun

Jacques Égide Duhan de Jandun (* 14. März 1685 in Jandun, Frankreich; † 3. Januar 1746 in Berlin), auch Charles Égide Duhan de Jandun oder Charles Gilles Duhan de Jandun, Nachname auch du Han, war der Erzieher Friedrichs des Großen und später braunschweigischer Bibliothekar in Blankenburg sowie preußischer Geheimrat im Amt für Auswärtiges (Legationsrat) in Berlin. Duhans erzieherischer Einfluss war prägend für das lebenslange Interesse Friedrichs des Großen an der französischen Kultur und Lebensweise.

## Leben und Wirken

### Kindheit und Jugend
Der Sohn eines hugenottischen Landadligen verbrachte seine Kindheit und Jugendzeit zunächst in Jandun in der Champagne und dann ab 1690 in Berlin. Nach der von König Ludwig XIV. verfügten Aufhebung des Edikts von Nantes durch das Edikt von Fontainebleau im Oktober 1685 hatten die französischen Protestanten ihre staatsbürgerlichen und religiösen Rechte verloren. Duhans Vater, ein königlich französischer Staatsrat, musste wegen seines calvinistischen Glaubens Frankreich verlassen. Er ging mit seiner Familie nach Berlin, wo er eine Beamtenkarriere einschlug.

### Erzieher Friedrichs des Großen
Nach einer Tätigkeit als Lehrer am Collège Français der Hugenotten in Berlin wurde Duhan Hofmeister des Grafen Dohna und Erzieher eines seiner Söhne. In dessen Diensten nahm Duhan im Jahr 1715 auch an der Belagerung von Stralsund teil, wobei er durch besondere Tapferkeit dem preußischen König  Friedrich Wilhelm I. auffiel, der ihn daraufhin zum Erzieher seines damals vierjährigen Sohnes, des Kronprinzen Friedrich, ernannte. Neben dem Elementarlehrer Hilmar Curas, der den Kronprinzen im Lesen und Schreiben unterrichtete, sollte Duhan vorerst nur Rechnen, Geographie sowie die Geschichte der letzten hundert Jahre lehren; später konkretisierte der König in eigenhändigen Ergänzungen den Stundenplan des Prinzen, in dem er Unterrichtseinheiten und Tagesablauf präzise, zum Teil in Minutentakt, vorschrieb. Ziel war die Vorbereitung auf die Führung der Staatsgeschäfte, alles Schöngeistige und Allgemeinbildende war untersagt. Der selbst hochgebildete Duhan setzte sich jedoch zum Teil über diese engen Grenzen hinweg und weckte in seinem Schüler Begeisterung für philosophische und literarische Werke, verzichtete auch nicht völlig auf Latein.
Ohne Wissen des Königs half Duhan dem Kronprinzen bei der Beschaffung einer rund 4000 Bände umfassenden Bibliothek mit vorwiegend französischen Autoren. Duhan war bis zu Friedrichs Konfirmation 1727 für dessen Ausbildung zuständig; Friedrich blieb ihm darüber hinaus eng verbunden. 1727 wurde Duhan zum Gerichtsrat ernannt.

### Verbannung nach Memel und Blankenburg
Für Friedrichs Fluchtversuch im Jahre 1730 machte Friedrich Wilhelm die drei vormaligen Prinzenerzieher verantwortlich und entfernte sie aus der Nähe des Kronprinzen. Duhan verbannte er nach Memel, den entlegensten Ort seines Staates. Im Sommer 1732 gestattete der König dem Verbannten, eine Stelle als Bibliothekar bei Herzog Ludwig Rudolf von Braunschweig-Wolfenbüttel und seiner Gemahlin Christine Luise in Blankenburg anzunehmen, wobei Friedrich versprechen musste, Duhan bei einem möglichen Zusammentreffen mit den Großeltern seiner 1732 angetrauten Ehefrau Elisabeth Christine, dem Herzogspaar, nicht anzureden. Duhan begleitete die theaterbegeisterte Herzogin als Vorleser bei ihren Aufenthalten in Blankenburg sowie Wolfenbüttel. Ausweislich der Rechnungsbücher der herzoglichen Kammerbehörde erhielt Duhan von Oktober 1735 bis April 1740 eine jährliche Gnadenpension in Höhe von 400 Talern.

### Letzte Lebensjahre in Berlin
Drei Tage nach seiner Thronbesteigung im Jahr 1740 holte Friedrich, dem bekannt war, dass Duhan sich „äußerst vereinsamt“ fühlte, ihn mit einem herzlichen Brief zu sich nach Berlin. Er ernannte Duhan zum Geheimrat im Amt für Auswärtiges mit der Erlaubnis, sich den Dienstobliegenheiten nach Gefallen entziehen zu dürfen. Im Januar 1744 wurde er Ehrenmitglied der Berliner Akademie der Wissenschaften. Als Friedrich nach der Unterzeichnung des Friedens zu Dresden am 28. Dezember 1745 nach Berlin zurückkehrte, unterbrach er seinen Umzug in der feierlich erleuchteten Stadt, um Duhan auf dem Sterbelager zu besuchen.

## Bedeutung und Nachwirkung
Das lebenslange Interesse Friedrichs für die französische Kultur wurde wesentlich von Duhan beeinflusst.  Wie sehr Friedrich seinen ehemaligen Lehrer auch im Erwachsenenalter noch schätzte, geht aus den zahlreichen geradezu herzlichen Briefen an Duhan hervor; in einem ihm zu Ehren verfassten Gedicht bezeichnet Friedrich Duhan sogar als seinen „wahren Vater“.
Der Maler Adolph von Menzel hielt in einem seiner Holzschnitte mit Darstellungen zum Leben Friedrich des Großen den Besuch Friedrichs am Sterbebett Jacques Duhans fest.  In dem – Fragment gebliebenen – Dialogroman Die traurige Geschichte von Friedrich dem Großen des Schriftstellers Heinrich Mann gehört auch Friedrichs Erzieher Jacques Duhan zu den Protagonisten.

## Schriften
Duhan verfasste mehrere Beiträge zur Geschichte Brandenburgs und Preußens.
Christian Friedrich Voß gab 1791 in seinem Verlag in Berlin Friedrich's des Zweiten, Königs von Preussen, Briefwechsel vor und nach seiner Thronbesteigung mit seinem Hofmeister Duhan de Jandun heraus.